# ブラックホール 地球吸引
『ブラックホール 地球吸引』（ブラックホール ちきゅうきゅういん、原題：The Black Hole）は、2006年6月10日にアメリカ合衆国のSci-Fi Channelで放送されたテレビ映画。監督はティボー・タカクス、主演はジャド・ネルソン、クリスティ・スワンソンが務めている。
日本では劇場未公開。2007年2月23日にアートポートから日本語吹替版のDVD（APS-147/レンタル:APD-1177）を発売された。

## キャスト
※括弧内は日本語吹替。
- エリック・ブライス - ジャド・ネルソン（落合弘治）
- シャノン - クリスティ・スワンソン（林真里花）
- ライカー - デヴィッド・セルビー（石住昭彦）
- アリシア - ヘザー・ダウン（庄司由季）
- ？ - ロバート・ガルディナ（安田将吾）